# ベルカイ・オズジャン
ベルカイ・オズジャン（Berkay Özcan, 1998年2月15日 - ）は、ドイツ・カールスルーエ出身のサッカー選手。イスタンブール・バシャクシェヒルFK所属。ポジションはMF。

## 経歴
カールスルーエSCやVfBシュトゥットガルトのユースチームで経験を積む。2015年11月にVfBシュトゥットガルトのトップチーム昇格した。2016年8月8日のFCザンクトパウリ戦でリーグ戦初出場を果たした。2017年12月4日に契約期間を2021年6月末まで延長した。
2019年1月24日、ハンブルガーSVへ2023年6月まで4年半契約で完全移籍した。

## 代表歴
ドイツ・トルコの2重国籍を保持。U-15世代ではドイツ代表を選択したが、U-16世代以降は両親のルーツであるトルコ代表を選択している。2018年6月1日のチュニジア代表戦でA代表デビューした。